# Квинт Элий Туберон (народный трибун)
Квинт Элий Туберон (лат. Quintus Aelius Tubero; родился предположительно около 168 года до н. э. — дата смерти неизвестна) — римский интеллектуал и политический деятель из плебейского рода Элиев, народный трибун до 129 года до н. э. Неудачно претендовал на должность претора. Известен как стоик и ревнитель старины.

## Происхождение
Квинт Элий принадлежал к незнатному плебейскому роду, представители которого только в конце III века до н. э. появились в составе сенатского сословия. Его дед Публий дважды занимал должность претора (в 201 и 177 годах до н. э.), отец Квинт участвовал в Третьей Македонской войне предположительно в качестве легата. По матери, Эмилии Терции, Квинт-сын был потомком патрициев, в частности внуком Луция Эмилия Павла Македонского. Соответственно Публий Корнелий Сципион Эмилиан, один из самых влиятельных политиков 140—130-х годов до н. э., приходился ему родным дядей, а Тиберий и Гай Гракхи — троюродными братьями.
Семья Элиев Туберонов была очень многочисленной и бедной. Плутарх пишет, что восемнадцать человек ютились в одном тесном доме и кормились с единственного клочка земли; до Македонской войны у них не было, например, серебряной посуды. При этом в семье сохранялись старинные простые и строгие нравы, которые были восприняты и Квинтом-сыном.

## Биография
Согласно гипотезе антиковеда Г. Самнера, Квинт Элий родился приблизительно в 168 году до н. э. С юности он имел репутацию человека сурового и непритязательного в быту, приверженца старинного образа жизни, отвергавшего новомодную роскошь. Туберон был одним из всего лишь трёх римлян, которые выполняли требования Фанниева закона, ограничившего расходы на застолья (наряду с Публием Рутилием Руфом и Квинтом Муцием Сцеволой Авгуром). Античные авторы называют его человеком «бескорыстнейшим», готовым осуждать нравы своей эпохи и демонстрировать достойную бедность. Такие привычки подталкивали Квинта Элия к стоической философии, и спустя два века Тацит написал, имея в виду стоицизм: «Эта секта породила Туберонов и Фавониев». Предположительно Квинт был учеником философа-стоика Панетия. Известно, что последний посвятил ему свою работу «о том, как надо переносить страдания»; что Панетий советовал Квинту выучить наизусть книгу Крантора из Сол «О горе»; что Панетий и Квинт переписывались. Ещё один философ-стоик, Гекатон Родосский, посвятил Туберону своё сочинение «О долге».
Туберон принадлежал к «кружку Сципиона», членов которого объединяли любовь к греческой культуре и планы умеренных реформ. Сципион Эмилиан приходился ему дядей, а Гай Лелий Мудрый называет его в одном из трактатов Цицерона своим другом. Дружеские отношения связывали Квинта Элия и с его кузеном Тиберием Семпронием Гракхом, но, когда последний «вызвал потрясения в государстве», Туберон «покинул его». Согласно Цицерону, Квинт проявил мужество и стойкость, борясь против Гракха; он стал одним из самых опасных противников «партии реформ».
В источниках сохранились только отрывочные и неоднозначные сообщения о политической карьере Квинта Элия. Цицерон в «Бруте» говорит, что Туберон председательствовал в суде как триумвир и в этом качестве, «несмотря на показания своего дяди Публия Африкана, вынес решение о том, что авгуры не имеют права на освобождение от обязанностей судей», продемонстрировав таким образом «непомерную суровость». Исследователи полагают, что в действительности речь идёт о должности народного трибуна, которую Туберон должен был занимать до 129 года до н. э. (года смерти «Публия Африкана» — Публия Корнелия Сципиона Эмилиана Африканского). Р. Броутон ограничивается констатацией, что 130 год до н. э. — наиболее поздняя из возможных дат, а Г. Самнер предполагает, что речь может идти о 132 годе до н. э.
Цицерон пишет, что именно Квинт Элий произнёс погребальную речь на похоронах Сципиона Эмилиана как один из его ближайших родственников (текст речи был подготовлен Гаем Лелием). Однако в этом случае Цицерона, видимо, подвела память: по данным остальных источников, речь произнёс другой племянник умершего, Квинт Фабий Максим (впоследствии Аллоброгский). Туберону же выпало организовывать угощение для народа, и он решил использовать этот случай, чтобы продемонстрировать Риму «древнюю простоту». Квинт Элий «постелил какие-то козлиные шкуры на жалкие пунийские ложа и расставил самосскую посуду, как будто умер киник Диоген, а не устраивалось торжество в память божественного Публия Африканского». Народ был возмущён диссонансом между величием покойного и убожеством поминок по нему. Именно поэтому, когда Туберон выдвинул свою кандидатуру в преторы, он потерпел сокрушительное поражение.
Дата этих выборов неизвестна. Учитывая, что Сципион Эмилиан умер весной или в начале лета, это могли быть выборы того года. Секст Помпоний утверждает, что Туберон занимал должность консула-суффекта, но в других источниках подтверждений тому нет, а Помпоний нередко ошибается, когда пишет об истории.

## Туберон как оратор
Цицерон включил Квинта Элия в свой перечень римских ораторов в трактате «Брут». По его словам, стоицизм оказал негативное влияние на красноречие Туберона: речь последнего была «крутой, суровой и грубой». При этом Квинт был очень искусен в споре. Тексты нескольких его речей «против Гракха» были изданы, и на момент написания «Брута» (46 год до н. э.) их ещё можно было найти.